# Florence Reuter
 (janvier 2014).
Pour les articles homonymes, voir Reuter.
Florence Reuter, née à Malmedy le 20 décembre 1969, est une journaliste et une personnalité politique belge (anciennement de nationalité française). Elle est bourgmestre de Waterloo, depuis le 6 mars 2015.

## Carrière politique
Licenciée en journalisme et communication de l'Université libre de Bruxelles, elle fait ses débuts à Antenne Centre Télévision. Après un bref passage à la RTBF, elle rejoint la chaîne privée RTL-TVI, d'abord comme reporter pour le journal télévisé de 1997 à 1998, avant de passer à la présentation du journal télévisé de 1998 à 2007. En mai 2007, elle quitte le journalisme pour rejoindre la politique au sein du Mouvement réformateur et se présente aux élections fédérales de 2007. Elle est 4e sur la liste MR dans l'arrondissement de Bruxelles-Hal-Vilvorde et est élue députée fédérale. En 2009, cette habitante de Waterloo choisit de rejoindre le Parlement wallon et se présente dans son arrondissement du Brabant wallon (circonscription de Nivelles) aux élections régionales. Elle est alors 8e effective sur la liste MR et remporte le 4e siège avec 14 299 voix. Elle siège depuis au Parlement wallon et au Parlement de la Communauté française où elle s'occupe principalement des matières liées à la petite enfance, à l'aide à la jeunesse, au transport scolaire, au logement ou encore à l'énergie. Florence Reuter ne cache pas ses ambitions au niveau local et son désir de s'investir dans sa commune de Waterloo. Elle sera présente sur la liste MR emmenée par Serge Kubla aux élections communales d'octobre 2012.[réf. nécessaire] En 2014, elle fait voter au Parlement wallon l'interdiction partielle des symboles d’appartenance religieuse dans la Fonction publique wallonne. Le 6 mars 2015, elle prête serment et devient bourgmestre de Waterloo, à la suite de la démission de Serge Kubla et de son inculpation pour corruption.
Elle est élue députée à la Chambre des représentants à la suite des élections législatives fédérales belges de 2024.

## Vie privée
Florence Reuter est mariée avec Georges Dewulf, journaliste de RTL-TVI devenu responsable de communication pour Honda Europe, basé à Zellik

## Décoration
- Chevalier de l'ordre de Léopold (2024)[6]